# Maytown (Kentucky)
Maytown es un lugar designado por el censo ubicado en el condado de Floyd en el estado estadounidense de Kentucky. En el Censo de 2010 tenía una población de 243 habitantes y una densidad poblacional de 164,31 personas por km².

## Geografía
Maytown se encuentra ubicado en las coordenadas 37°31′58″N 82°47′57″O / 37.53278, -82.79917. Según la Oficina del Censo de los Estados Unidos, Maytown tiene una superficie total de 1.48 km², de la cual 1.48 km² corresponden a tierra firme y (0%) 0 km² es agua.

## Demografía
Según el censo de 2010, había 243 personas residiendo en Maytown. La densidad de población era de 164,31 hab./km². De los 243 habitantes, Maytown estaba compuesto por el 99.59% blancos, el 0% eran afroamericanos, el 0% eran amerindios, el 0.41% eran asiáticos, el 0% eran isleños del Pacífico, el 0% eran de otras razas y el 0% pertenecían a dos o más razas. Del total de la población el 0% eran hispanos o latinos de cualquier raza.